# Hann (Dorf)
Hann oder auch Hanu oder Hanoo ist ein Ort im indischen Unionsterritorium Ladakh.
Der Ort liegt im Tehsil Khalatse in einem Tal ungefähr 160 km nordwestlich von Leh und wird von den Brokpa, einer Gruppe der Dard, bewohnt.
Nach der Volkszählung in Indien 2011 lebten 1207 Menschen in Hann. Die Alphabetisierungsrate betrug 40,18 %.